# Abbaye de Nivelles
L'abbaye de Nivelles (ou abbaye Sainte-Gertrude de Nivelles) fut fondée vers 648-649 par la veuve de Pépin de Landen, Itte Idoberge avec le concours de l'évêque saint Amand.
À son origine, elle abritait des moniales. La communauté fit appel à des moines irlandais de l'abbaye de Péronne ; Feuillen, dirigeant de Péronne, envoya les plus âgés à Nivelles et les plus jeunes à Fosses à 30 km de Nivelles. Nivelles devint une communauté double dirigée par un abbé et une abbesse, et plus tard uniquement par une abbesse. Au IXe siècle, commence un processus de sécularisation qui se terminera au XIIe siècle.
Dès le XIIe siècle, toutes les religieuses furent nobles (elles sont appelées dominae, on parle de capitulum et de monasterium nobile), mais le premier texte qui institue les recrutements des chanoinesses exclusivement dans la noblesse date de 1462.

## Éléments historiques

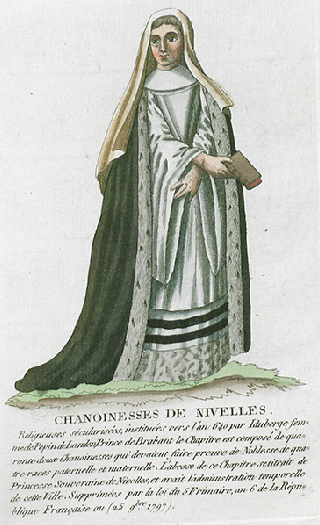
Chanoinesses de Nivelles

L'abbaye de Nivelles a été fondée en 640 par la veuve de Pépin de Landen, Itta de Metz, avec sa fille, Gertrude de Nivelles, et avec le soutien de l'évêque Saint-Amand. L'abbaye a commencé comme une communauté de moniales ; elles sont rejointes plus tard par des moines irlandais de l'abbaye du Mont Saint-Quentin, envoyés par l'abbé Foillan pour apporter leur soutien aux moniales. Un groupe de moines s'installa à Nivelles et il devint bientôt un monastère double, dirigé soit par un abbé et une abbesse, plus tard seulement par une abbesse. À ce stade, l'abbaye subit l'influence du monachisme irlandais, qui met fortement l'accent sur une ascèse sévère.
Au IXe siècle commença un processus de sécularisation de la communauté qui s'acheva peut-être au XIIe siècle. L'abbaye avait des liens étroits avec la famille royale et jouait un rôle important dans la vie sociale du palais. L'abbaye faisait partie de la dot de l'empereur Otton II à la princesse byzantine Théophanu. À partir du XIIe siècle, le caractère de la communauté commença à changer pour devenir plus prestigieux, de sorte que les membres devinrent des chanoinesses régulières issues de la noblesse, comme l'atteste un document daté de 1462. Pendant la plus grande partie du Moyen Âge, l'abbaye resta une abbaye impériale, une institution semi-souveraine directement sous l'autorité de l'empereur.
- L'abbaye a été supprimée après l'invasion du Duché du Brabant en 1794 par les troupes révolutionnaires de la République.
- L'ancienne abbatiale, devenue collégiale, a été éventrée par les bombes aériennes de 1940, mais sa restauration lui a restitué son austérité originelle datant des XIe et XIIe siècles.

## Éléments patrimoniaux
- On peut visiter le trésor et le sous-sol archéologique de l'ancienne abbatiale.
- Le cloître attenant est de style romano-gothique du XIIIe siècle.
- Un musée situé rue de Bruxelles est installé dans un refuge de Nivelles, possession, à l'époque, des trinitaires de l'abbaye d'Orival.
- On peut voir à l'abbaye maintes reliques.

## Aspects religieux

### Procession
- La procession dite Tour de Saint-Gertrude imprègne la vie nivelloise de son passé monastique. Elle accomplit un long périple champêtre avant de réintégrer la ville, au milieu d'une foule innombrable, le dimanche qui suit la Saint-Michel.

### Histoire des abbesses
Gertrude (626-659), fille de Itte, fut la première abbesse de ce monastère double. Sa nièce, Vulfetrude, fille de Grimoald Ier, lui succéda de 659 à 669. En 691, l'abbesse est une certaine Agnès, qui autorise Begga, sœur de Gertrude, à emmener quelques moniales pour fonder l'abbaye d'Andenne sur le modèle de l'abbaye de Nivelles.
En 1176, l'abbesse de Nivelles, Ada, céda l'église Notre-Dame de Laeken à l'abbaye d'Afflighem, donation ratifiée par Alard, évêque de Cambrai.
En 1199, une abbesse Berthe de Nivelles est connue pour avoir vendu une terre inculte à Arnould de Walhain qui y édifia un donjon connu aujourd'hui comme la Tour d'Alvaux sur le territoire de Walhain.

### Liste des abbesses
| Rang | Nom                          | Période                          | Dynastie/Famille                                                                                              | Armes                        |
| ---- | ---------------------------- | -------------------------------- | --- | ---------------------------- |
| 1    | Gertrude                     | 646-659                          | Pépinides | -                            |
| 2    | Wilfétrude                   | 659-669                          | Pépinides | -                            |
| 3    | Dominique Nouroyée           | 669-?                            | "cousine de Sainte Gertrude"                                                                                  | -                            |
| 4    | Agnès                        | ?                                | ? | -                            |
| 5    | Eggeburg                     | vers 712-vers 768                | ? | -                            |
| 6    | Rotrude                      | vers 768-vers 800                | ? | -                            |
| 7    | Idubergh                     | vers 800-?                       | ? | -                            |
| 8    | Cauberghe                    | vers 877                         | ? | -                            |
| 9    | Custa                        | vers 880-?                       | ? | -                            |
| 10   | Adalberine                   | vers 966-vers 992                | ? | -                            |
| 11   | Oda                          | vers 992-vers 1025               | ? | -                            |
| 12   | Alarde                       | vers 1025-?                      | ? | -                            |
| 13   | Richette                     | ?-vers 1050                      | ? | -                            |
| 14   | Richette II                  | vers 1050-                       | ? | -                            |
| 15   | Ida                          | vers 1060                        | ? | -                            |
| 16   | Richette III                 | vers 1120                        | ? | -                            |
| 17   | Oda II                       | vers 1126-vers 1150              | ? | -                            |
| 18   | Oda III                      | 1150-?                           | ? | -                            |
| 19   | Oda IV                       | 1161-après 1172                  | ? | -                            |
| 20   | Berthe Ire                   | 1181-1205                        | "nièce de l'empereur Frédéric Ier"                                                                            | -                            |
| 21   | Berthe II                    | 1206-vers 1210                   | ? | -                            |
| 22   | Hélubide Ire                 | vers 1211-vers 1216              | "fille du seigneur d'Ittre et sœur de Gérard, seigneur de Fauqwez"                                            | -                            |
| 23   | Hélubide II                  | 1218-vers 1224                   | ? | -                            |
| 24   | Eggeburg II                  | 1224-vers 1229                   | ? | -                            |
| 25   | Berthe III                   | 1229-vers 1230                   | ? | -                            |
| 26   | Oda V                        | 1230-1265                        | Famille de Lays                                                                                               | -                            |
| 27   | Elisabeth de Brugelette      | 1267-1280                        | ? | -                            |
| 28   | Elisabeth II                 | 1281-1293                        | Baronne de Bierbaix                                                                                           | -                            |
| 29   | Iolande                      | 1294-1340                        | "Apparentée au duc de Brabant". Certains historiens la nomment Iolande de Heyne, d'autres Iolande de Stienne. | -                            |
| 30   | Élisabeth III                | 1341-1350                        | Maison de Liedekerke                                                                                          | Armes de Liedekerke          |
| 31   | Mathilde                     | 1351-29 septembre 1379           | "Mathilde de Luwembergh, fille de Guillaume-le-Bon, comte de Hainaut."                                        | Armes de Hainaut             |
| 32   | Élise                        | 1380-1386                        | "Élise, princesse de Ligne"                                                                                   | Armes de Ligne               |
| 33   | Catherine                    | 1386-1417                        | Famille de Helvin                                                                                             | -                            |
| 34   | Belle                        | 14 décembre 1417-1421            | Famille des comtes de Franquenberg (ou Frankenberg).                                                          |                              |
| 35   | Christine                    | 1422-1449                        | Sœur de Belle de Franquenberg, 34e abbesse.                                                                   |                              |
| 36   | Marguerite Ire               | 1449-1462                        | Famille De Cornay.                                                                                            | -                            |
| 37   | Agnès II                     | 1462-1474                        | Famille des comtes de Franquenberg (ou Frankenberg).                                                          |                              |
| 38   | Marguerite II                | 1474-3 novembre 1489             | Famille de Langastre.                                                                                         |                              |
| 39   | Guillemine                   | 1490-1494                        | Famille des comtes de Franquenberg (ou Frankenberg).                                                          |                              |
| 40   | Isabeau                      | 1494-1er décembre 1519           | Famille de Herzelle.                                                                                          |                              |
| 41   | Marguerite III               | 8 février 1520-septembre 1522    | "Margueritte d'Esme, princesse du Saint-Empire."                                                              |                              |
| 42   | Adrienne                     | 22 novembre 1522-28 octobre 1548 | Maison de Saint Omer                                                                                          |                              |
| 43   | Marguerite IV                | mars 1549-1560                   | Famille de Tourmel                                                                                            |                              |
| 44   | Marguerite V                 | 20 mai 1561-?                    | Famille de Noyelle                                                                                            |                              |
| 45   | Marie                        | 11 octobre 1569-20 juillet 1600  | Famille de Hoensbroueck (ou Hoensbroek)                                                                       |                              |
| 46   | Anne                         | 30 janvier 1601-26 mars 1604     | Maison de Namur                                                                                               |                              |
| 47   | Marguerite VI                | 1604-6 décembre 1623             | Maison de Haynin                                                                                              | Armes de la Maison de Haynin |
| 48   | Elisabeth IV                 | 18 avril 1624-1er juillet 1630   | "Élisabeth de Juillers-Suylen dite d'Erpe"                                                                    | -                            |
| 49   | Adrienne II                  | 11 novembre 1630-14 janvier 1654 | Maison de Lannoy                                                                                              | Armes de Lannoy              |
| 50   | Isabelle                     | 1654-1668                        | Maison d'Oyenbrugge de Duras                                                                                  |                              |
| 51   | Madeleine-Thérèse de Noyelle | 1669-9 novembre 1704             | Famille de Noyelle                                                                                            |                              |
| 52   | Marie-Françoise              | 1704-26 novembre 1724            | Maison de Berghe                                                                                              | Armes de Berghes             |
| 53   | Charlotte                    | 1725-4 mars 1743                 | "Charlotte, comtesse de Berlaymont."                                                                          |                              |
| 54   | Ursule                       | 31 juillet 1744-1774             | "Comtesse Ursulle Antoinette de Berlo de Frandouaire, sœur du comte de Berlo, évêque de Namur."               |                              |
| 55   | Marie-Félicité-Philippine    | 16 avril 1776-1794               | Famille Vandernoot (actuellement famille van der Noot).                                                       | Armes de van der Noot        |

## Fouilles archéologiques
Cette abbaye est l'une des rares de l'époque mérovingienne dont la topographie ait été étudiée par les archéologues. Le site a été fouillé en 1941 et en 1953. Il est apparu que trois églises étaient présentes, chacune avec sa propre fonction :
- L'église Notre-Dame (Onze-Lieve-Vrouwekerk), située au centre, dans lequel les services liturgiques du monastère des femmes avaient lieu
- L'église Saint-Paul, au nord, pour les offices du monastère des hommes
- L'église Saint-Pierre, petite église-halle au sud, sans chœur et elle consacrée en église funéraire. Après l'inhumation de Gertrude dans ce bâtiment, son culte a supplanté celui de Pierre. Cette église est située au pied de la grande basilique romane, l'actuelle église Sainte Gertrude.

## Galerie

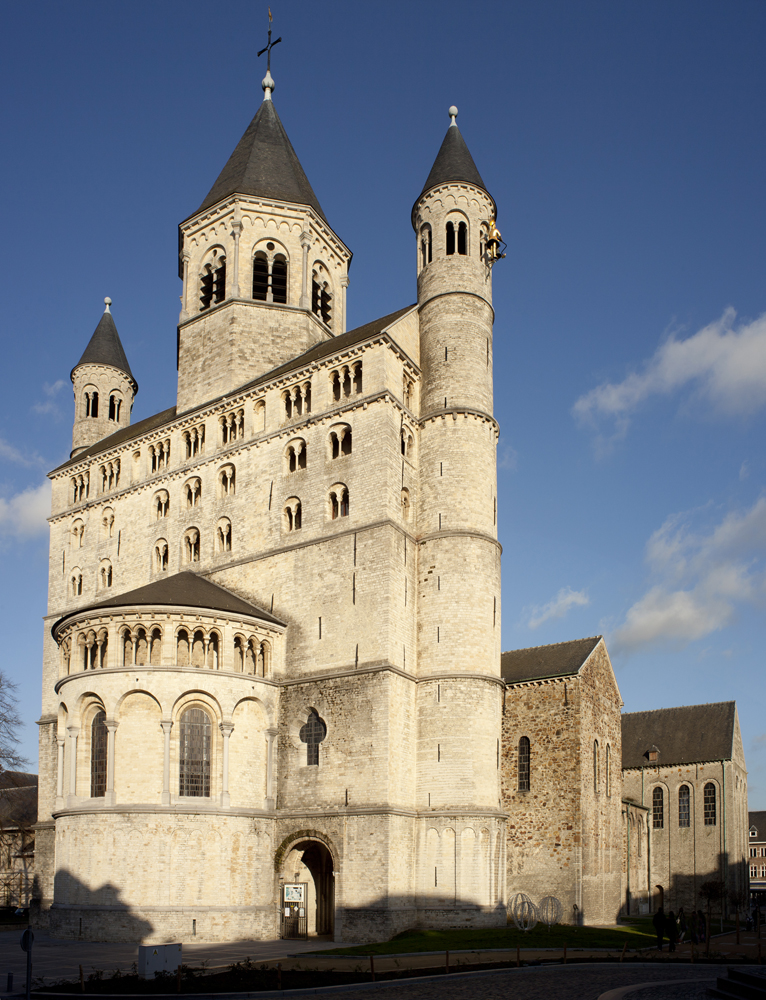
Collégiale de Nivelles
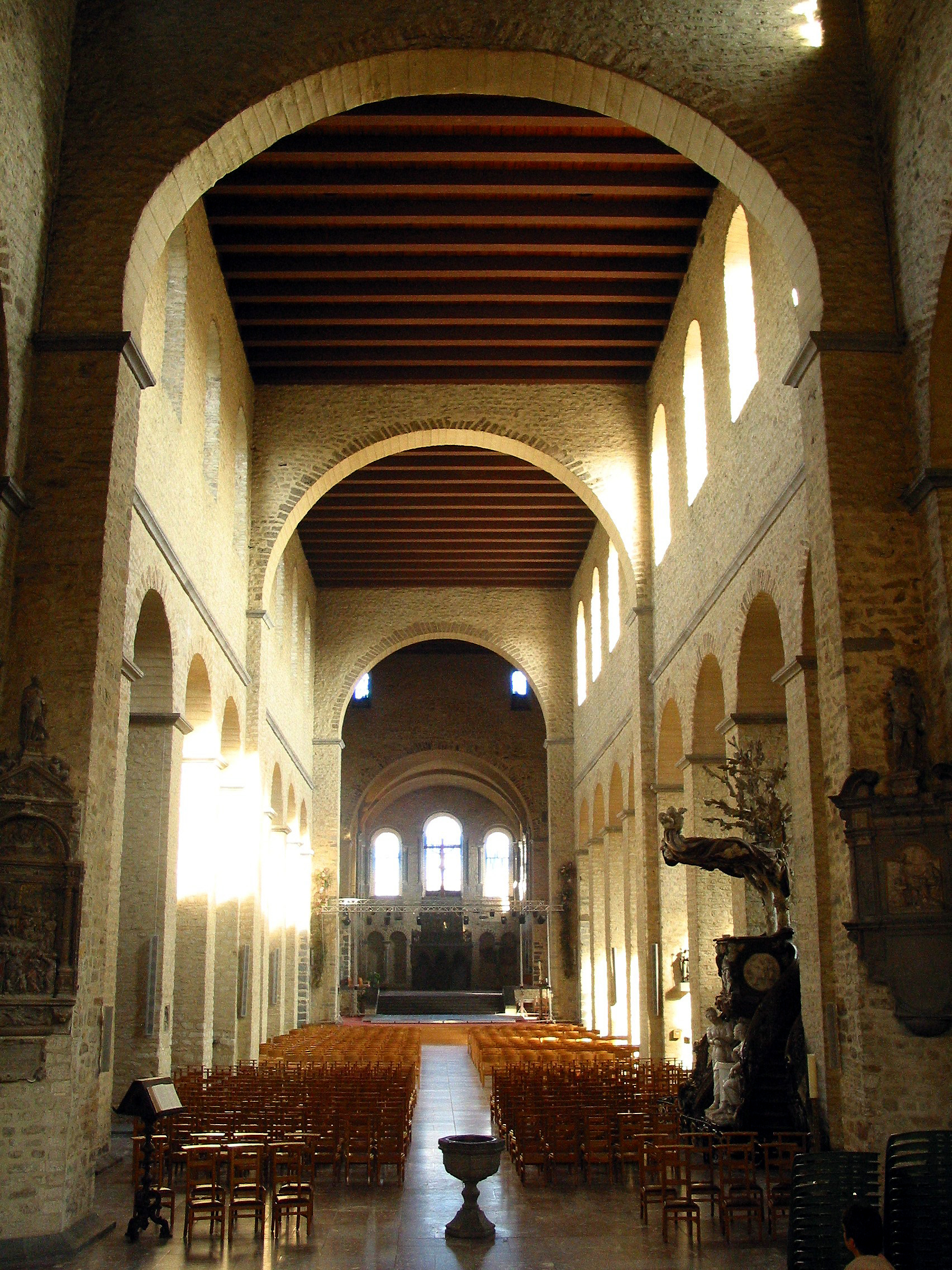
Nef
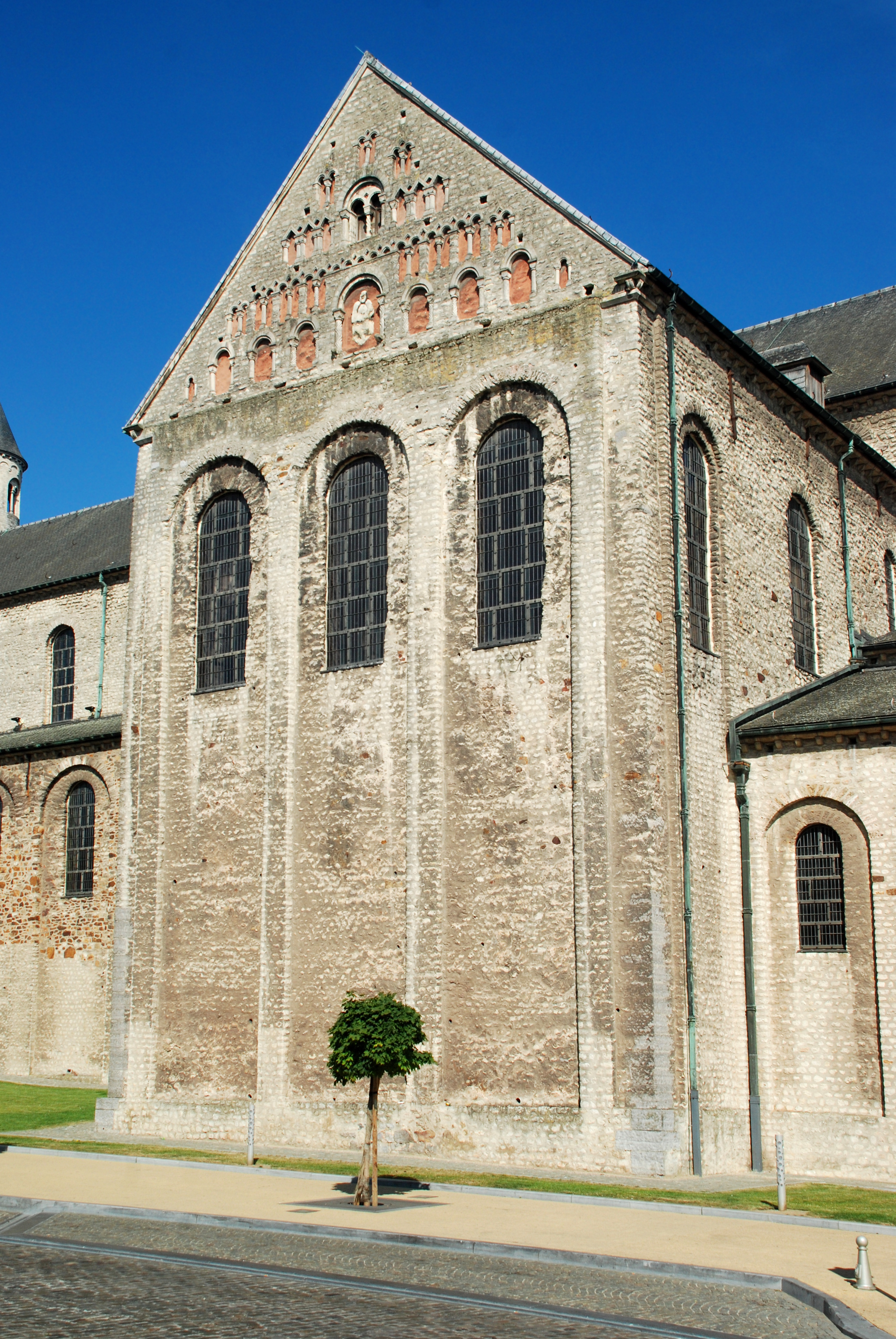
Transept
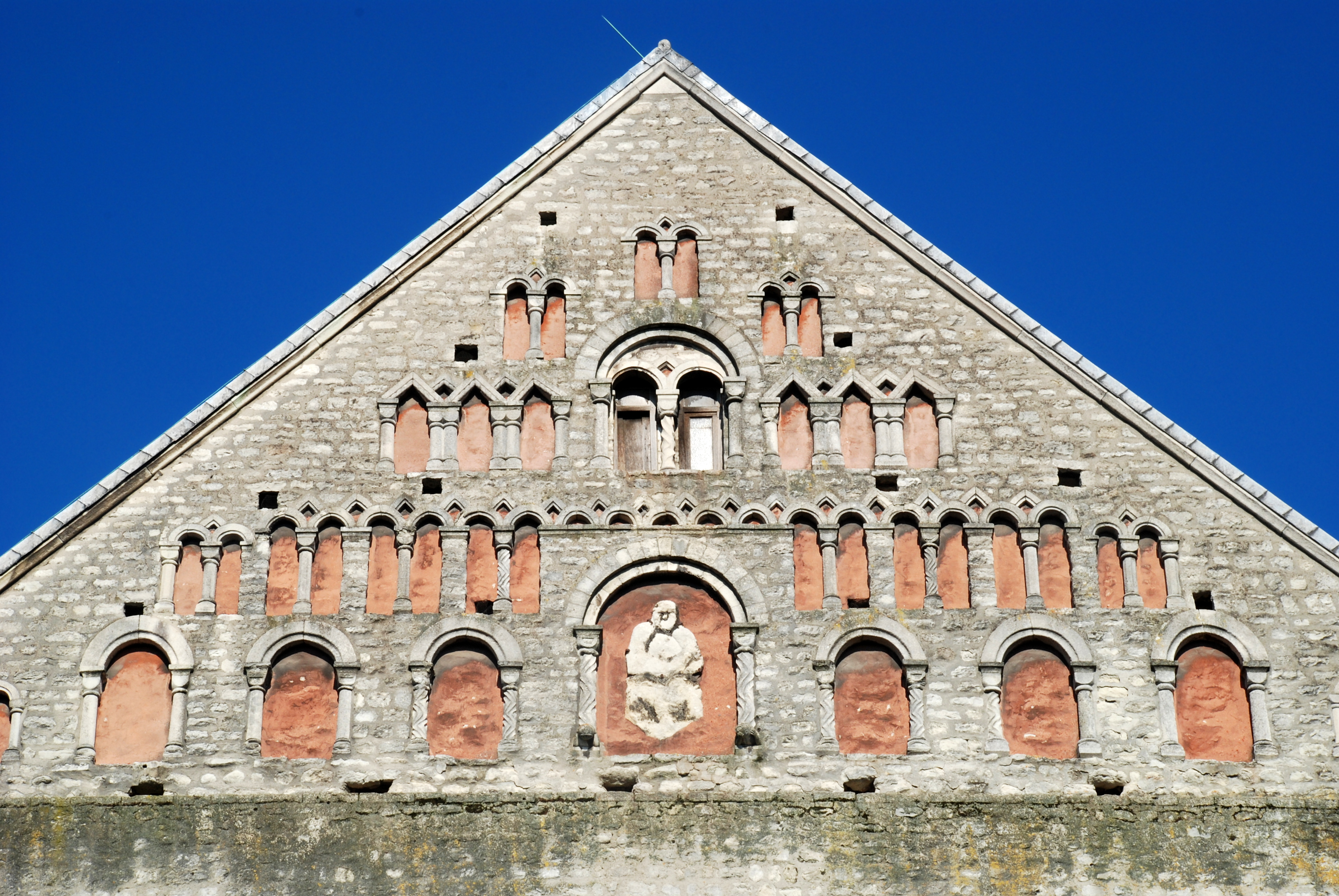
Transept
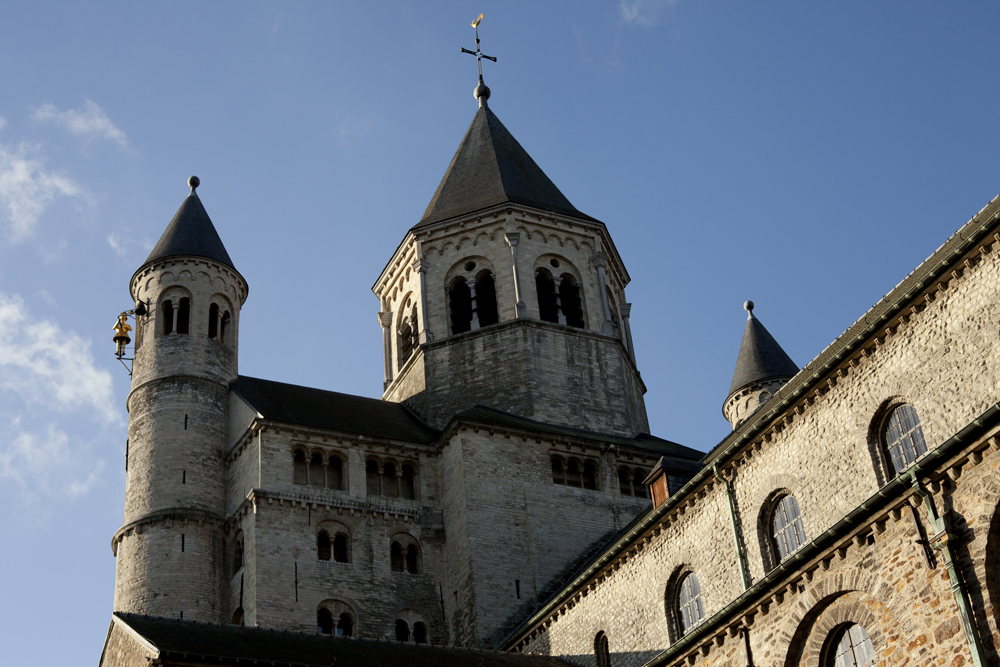
Collégiale de Nivelles
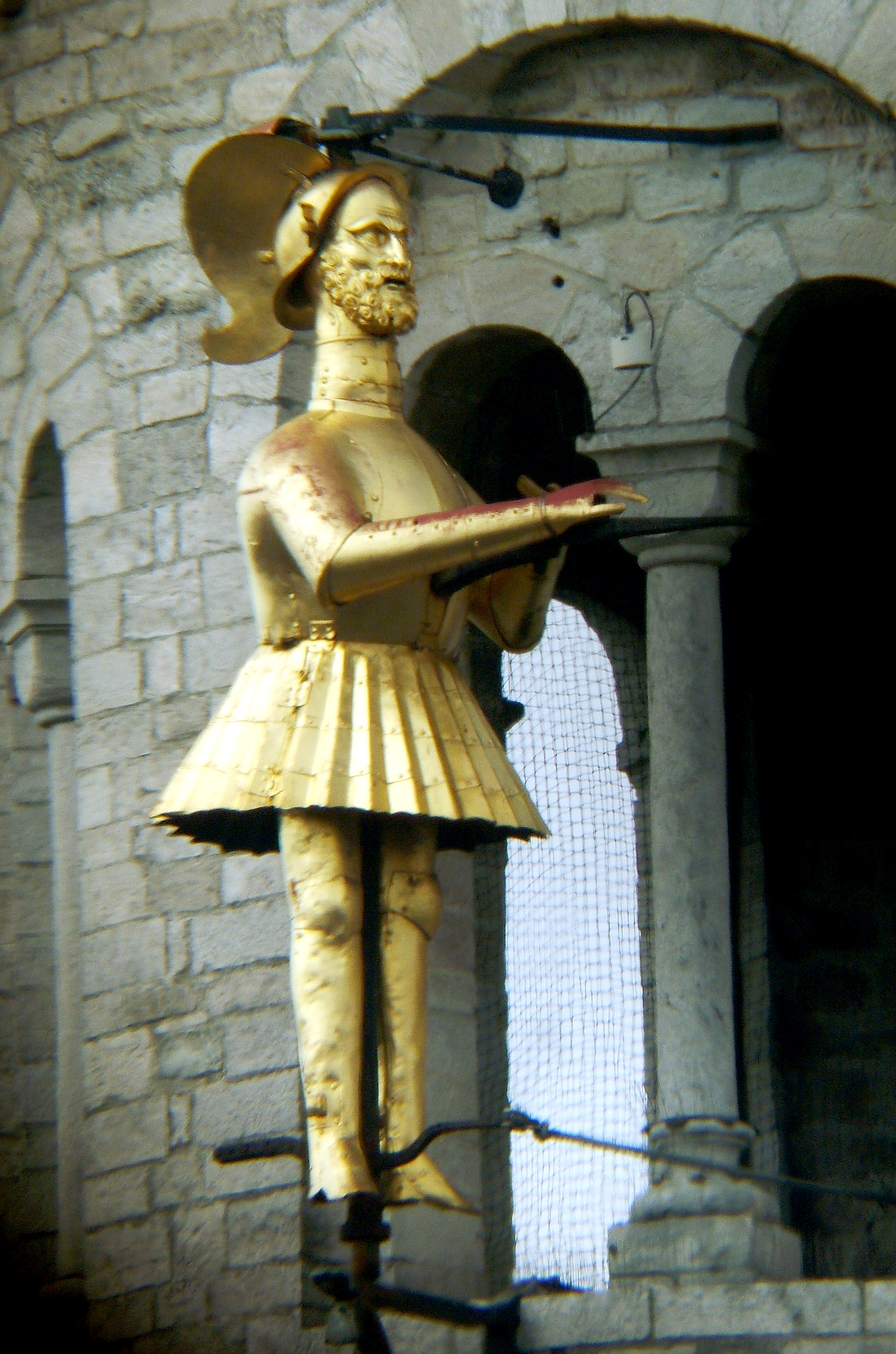
Collégiale de Nivelles
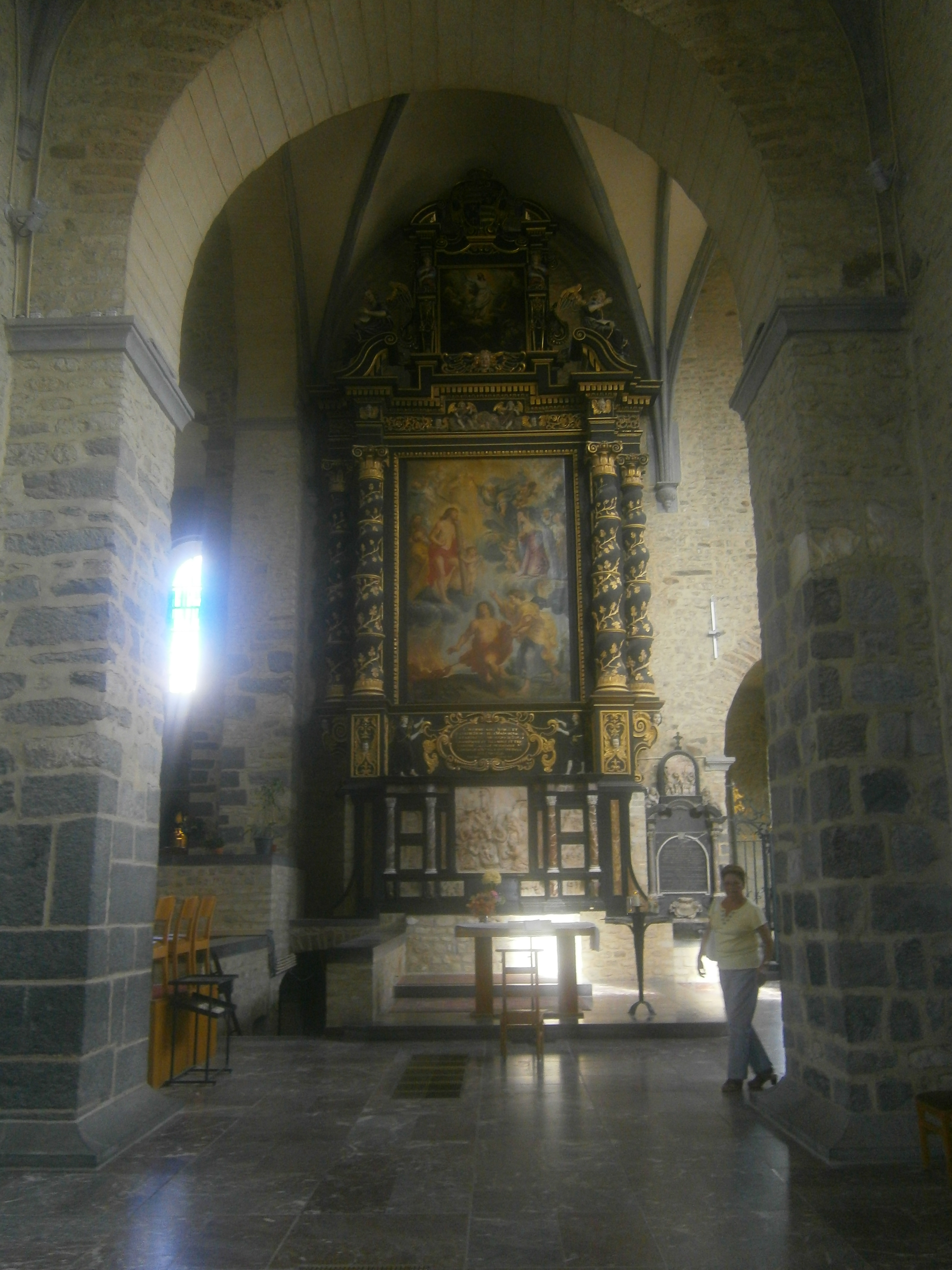
collégiale, intérieur
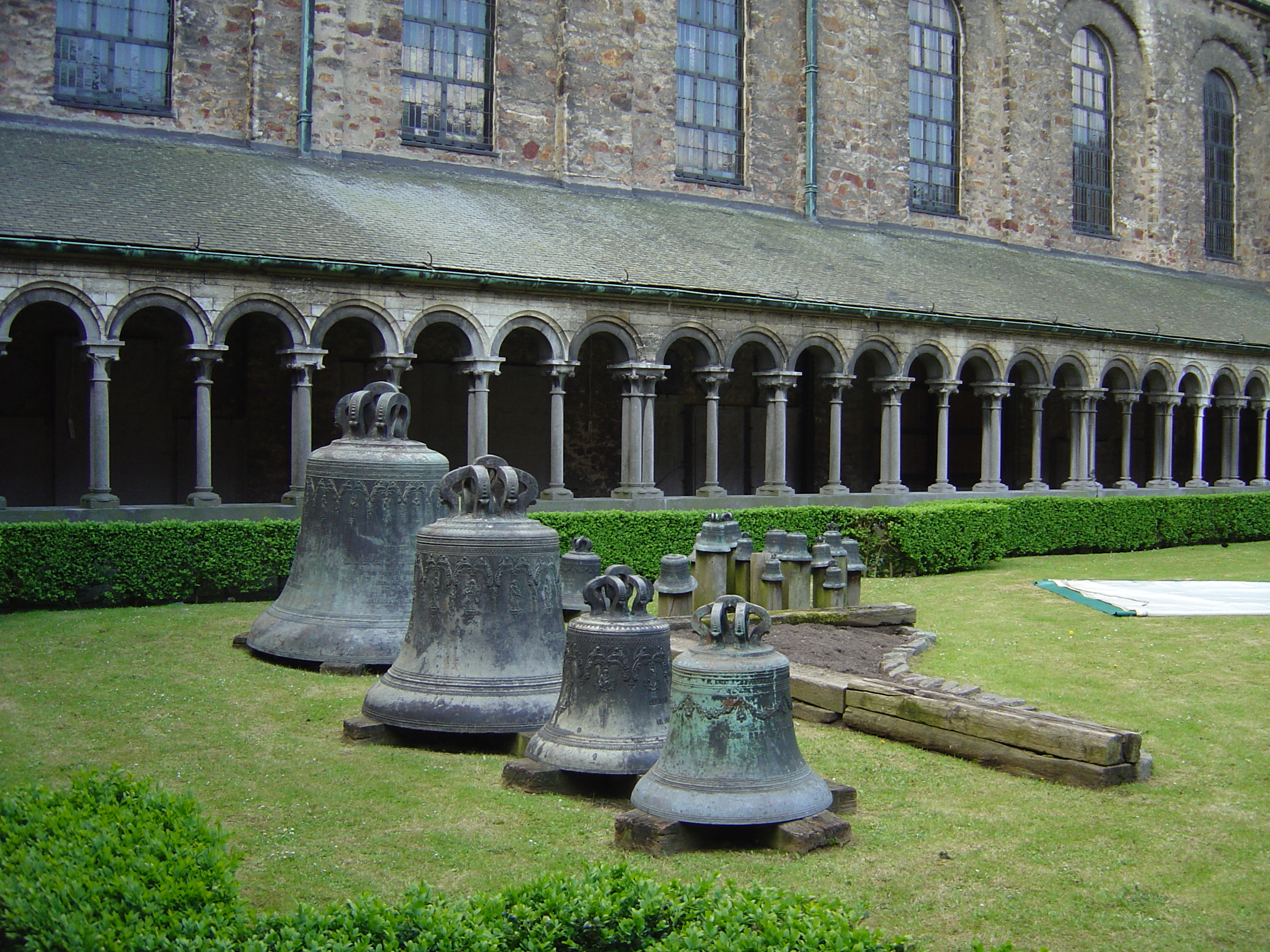
Cloître du monastère Sainte-Gertrude
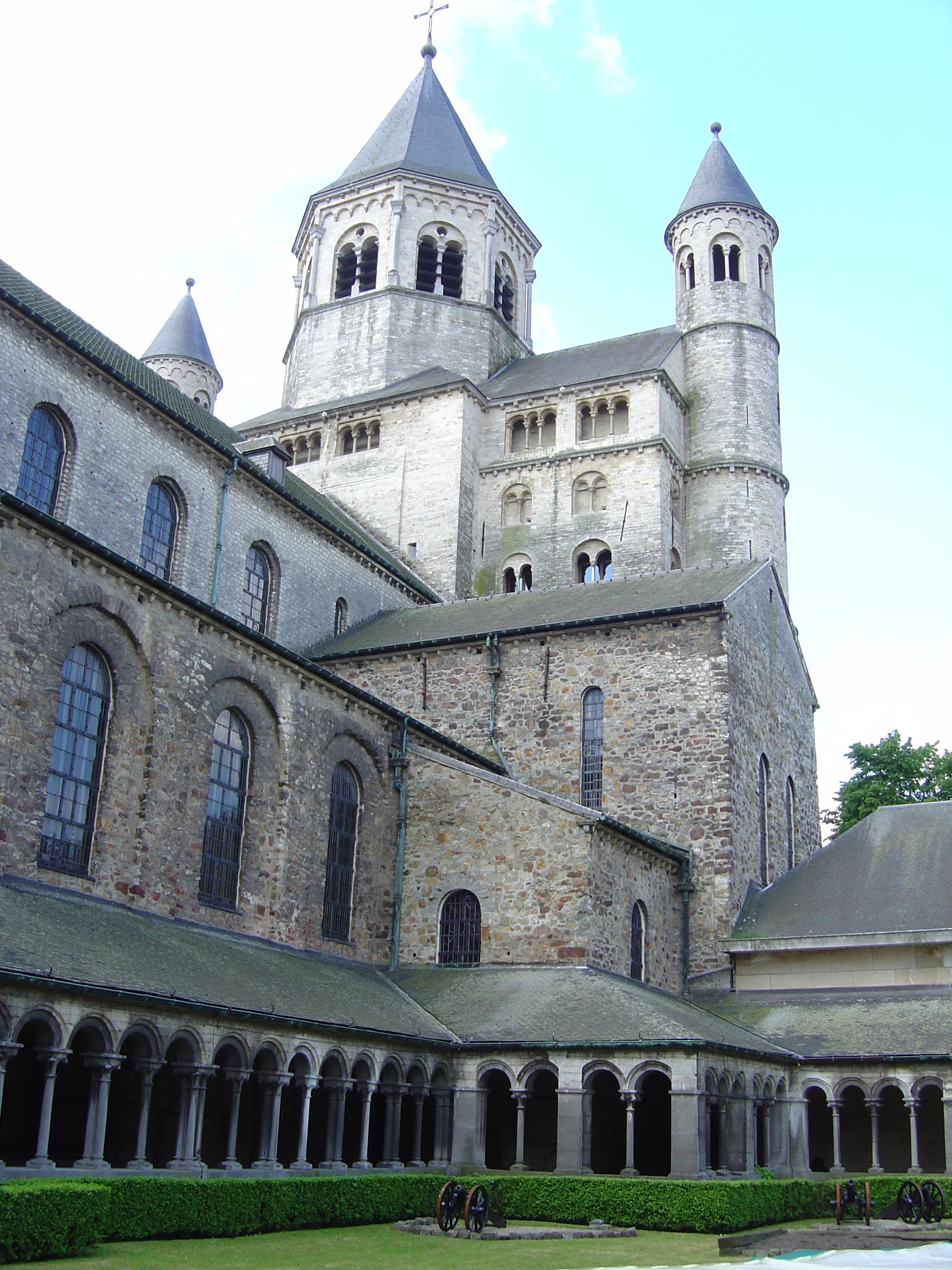
Cloître du monastère Sainte-Gertrude